# الحزب الوطني للتضامن والتنمية
الحزب الوطني للتضامن والتنمية هو حزب سياسي ثانوي في الجزائر.

## التاريخ
تأسس الحزب عام 1989.  وكان رابح بن شريف زعيم الحزب.   الزعيمة الحالية هي دليلة يلاقي.
في انتخابات الجمعية الوطنية الشعبية التي جرت في 17 مايو 2007، فاز الحزب بـ2.08٪ من الأصوات ومقعدين من أصل 389 مقعدا.  كما فاز بأربعة مقاعد في انتخابات 2012.  